# Mantinghausen
Mantinghausen ist eine Ortschaft der Stadt Salzkotten im Kreis Paderborn, Nordrhein-Westfalen. Der Ort ist außerdem Teil des Hochstift Paderborn (Region) und der Region Paderborner Land. Die Ortschaft hat 993 Einwohner.

## Geographie

### Geographische Lage
Mantinghausen war Teil des Entenschnabels des Altkreises Büren und liegt in der Lippeniederung, nach der heute meist benutzten Einteilung im Handbuch der naturräumlichen Gliederung Deutschlands in der Untereinheit 540.20 Obere Lippetalung, die zur Teileinheit 540.2 Ostmünsterländer Sande, der Haupteinheit 540 Ostmünsterland und der Haupteinheitengruppe 54 Westfälische Bucht gehört.

### Gewässer
Die Lippe bildet die Südgrenze der Gemarkung des Ortes.

### Nachbarorte
Beginnend im Norden grenzt Mantinghausen im Uhrzeigersinn an die Delbrücker Ortsteile Westenholz, Hagen und Boke, die Salzkottener Ortsteile Schwelle und Verlar, sowie die Lippstädter Ortsteile Garfeln und Rebbeke. Die Städte Delbrück und Salzkotten gehören zum Kreis Paderborn, Lippstadt zum Kreis Soest.

### Geologie
Im Bereich der Lippeniederung entstanden in der Kreidezeit Kalk- und Mergelstein als Sediment in Meeren. In der Eiszeit entstanden dann unter Gletschern und Inlandeis Grundmoränen, die hier über den genannten Gesteinen als Geschiebemergel und Kies erscheinen.
Darüber wurden durch die Lippe zusätzlich Sand und Kies aus der Senne herangeführt und abgelagert. Im Bereich von Flüssen und Bächen kam es auch zu alluvialen Ablagerungen und auch die Moore entstanden im Holozän. Durch den Wind wurde der Sand zu Dünen geformt, die heute weitgehend abgebaut sind. Aus den Sanden entstand Podsol, bei dem eine Ortsteinschicht das Wurzelwachstum behindert. Im Bereich der Lippeaue entstanden durch Ablagerung von Schwebstoffen Auenlehme.

### Klima
Mantinghausen gehört wie Ostwestfalen-Lippe insgesamt zum ozeanischen Klimabereich Nordwestdeutschlands, dem es geringe Temperaturgegensätze und milde Winter verdankt. Allerdings sind schon kontinentale Einflüsse wirksam. So liegt die Temperatur im Sommer höher und die Nächte sind kühler als in größerer Nähe zur Küste. An der Abmilderung der Niederschlagsmenge und der höheren Zahl an Sonnentagen sind allerdings auch die umliegenden Mittelgebirge beteiligt.

## Geschichte

### Ersterwähnung und Ortsname
Mantinghausen wird zuerst 1293 als „Manegotinchusen“ sowie als „Manegoltinchusen“ und 1299 als „Manegutinchusen“ erwähnt. Der Name wird als 'bei den Häusern der Leute oder Angehörigen des Manegolt' interpretiert.

### Territoriale Zugehörigkeit und Verwaltung
Das Gebiet von Mantinghausen gehörte schon seit karolingischer Zeit zum Gebiet des späteren Hochstifts Paderborn. Im Hochstift gehörte Mantinghausen bis zu den Napoleonischen Kriegen zum Küchenamt Boke. Während der Franzosenzeit bildeten die vier Bauerschaften Mantinghausen, Mettinghausen, Niederdedinghausen und Rebbeke gemeinsam die Gemeinde Rebbeke im Kanton Ringboke des  Departements der Fulda im Königreich Westphalen. Die Gemeinde wurde 1815 in die neue Provinz Westfalen eingegliedert und kam durch Erlass der Königlichen Regierung in Minden 1816 zum neuen Kreis Büren. Aus dem Kanton Ringboke wurde im Kreis Büren das Amt Boke, das in den 1930er Jahren im Amt Salzkotten-Boke aufging. 1861 wurde Mantinghausen von Rebbeke getrennt und damit eine eigene Gemeinde.
Am 1. Januar 1975 wurden die meisten Gemeinden des Amtes Salzkotten-Boke und somit auch Mantinghausen durch das Sauerland/Paderborn-Gesetz zur neuen Stadt Salzkotten zusammengelegt und kamen mit dieser zum Kreis Paderborn. Rechtsnachfolgerin des Amtes Salzkotten-Boke und der Gemeinde Mantinghausen ist die Stadt Salzkotten.
Mantinghausen ist ein Stadtteil Salzkottens, und der von den Bürgern gewählte Stadtrat wählt für die Stadtteile Ortsvorsteher.

### Einwohnerentwicklung

Einwohnerentwicklung von 1818 bis 2015.

| Jahr      | 1818 | 1831 | 1837 | 1843 | 1849 | 1852 | 1858 | 1867 | 1871 | 1885 | 1895 |
| Einwohner | 258  | 257  | 265  | 317  | 333  | 337  | 316  | 297  | 274  | 290  | 294  |

| Jahr      | 1905 | 1925 | 1933 | 1939 | 1946 | 1950 | 1957 | 1961 | 1965 | 1972 | 1975 | 1980 | 1985 | 1989 | 1995 |
| Einwohner | 323  | 380  | 392  | 366  | 495  | 521  | 415  | 416  | 432  | 591  | 679  | 812  | 905  | 946  | 958  |

| Jahr      | 2010 | 2012 | 2015 | 2020 |
| Einwohner | 993  | 1013 | 1073 | 1043 |

## Politik

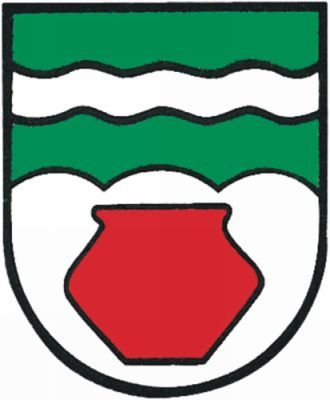
Wappen der Ortschaft Mantinghausen

Ortsvorsteher von Mantinghausen ist Wilfried Deppe.

### Wappen
Das Gemeindewappen von Mantinghausen stellt im oberen Teil in grün die Lippewiesen dar, die durch das silberne Band der Lippe getrennt werden. Im unteren Teil wird mit einer roten Urne auf silbernem Grund auf den Urnenfund im Jahr 1960 hingewiesen.

## Sport
Im Jahr 1927 wurde der TuS-Mantinghausen gegründet. Die Vereinsfarben sind „schwarz-weiß“. Der Verein hat eine Fußballabteilung, eine Kanuabteilung, eine Jugendabteilung und eine Breitensportabteilung. Die Sportstätten sind ein Sportplatz mit Sportheim und ein Bootshaus. Die 1. Seniorenmannschaft spielt in der Kreisliga B Büren.
Die Schießsportabteilung wurde 1988 gegründet und betreibt einen Schießstand mit acht Luftgewehrbahnen im 1. Stock des Heimathaus Mantinghausen. Zusätzlich werden Kleinkaliber Wettkämpfe auf einem angemieteten Stand in Sande geschossen.

## Besonderes

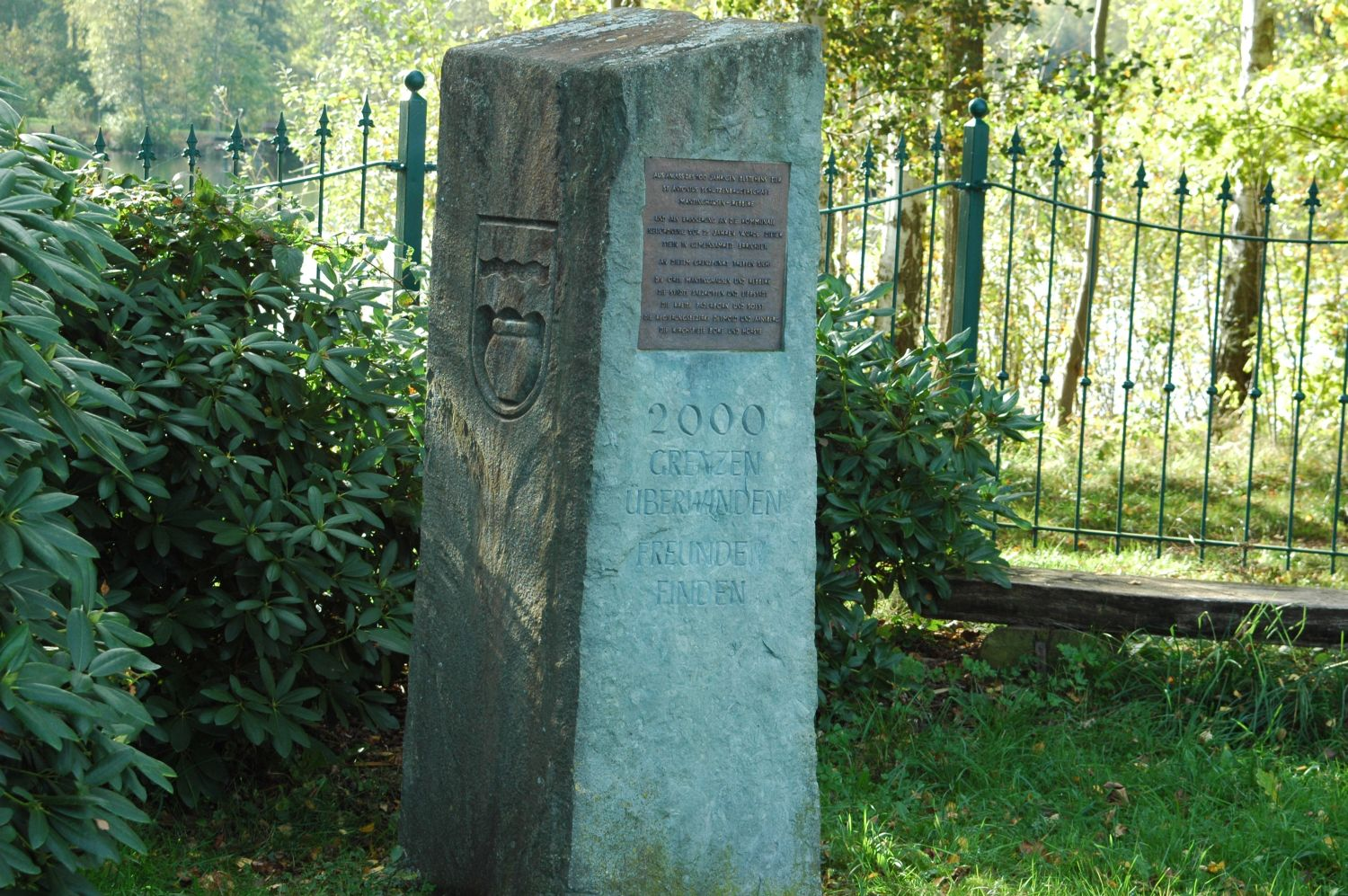
Der Antoniusstein ist zum Kreisschützenfest im Jahr 2008 entstanden. Er steht an der Kreisgrenzen zu Paderborn und Soest, zu den Ortschaften Mantinghausen und Rebbeke am Römerweg. Er zeigt die herzliche Verbundenheit der beiden Orte über die Grenzen hinaus. Auf dem Stein sind die beiden Gemeindewappen und das Motto zum KSF 2008 „Grenzen überwinden, Freunde finden“ verewigt.

Mantinghausen hat mit dem Lippstädter Stadtteil Rebbeke eine gemeinsame Schützenbruderschaft. Im Jahr 2008 war Mantinghausen Ausrichter des Bürener Kreisschützenfestes; Kreiskönigspaar waren Dirk und Anke Rübbelke.

## Wirtschaft und Infrastruktur

### Medien
Neben den im Artikel Salzkotten beschriebenen Medien sind heutzutage die Webseiten der Vereine und Institutionen, sowie die neuen Sozialen Medien zu nennen, durch die sich auch im ländlichen Raum Absprachen, Informationsvermittlung und Kommunikation vereinfachen.

### Verkehr
Der nächstgelegene Flughafen von Mantinghausen ist der Flughafen Paderborn-Lippstadt, der sich in Ahden befindet. Die nächstgelegene Bahnanbindung befindet sich in Salzkotten, an der Bahnstrecke Hamm–Warburg. Der nächstgelegene Hauptbahnhof mit Anschluss an den Fernverkehr der Deutschen Bahn ist in Paderborn.
Mantinghausen ist in das Netz des Nahverkehrsverbund Paderborn-Höxter integriert, der dem Westfalentarif (WT) angeschlossen ist. Es bestehen Busverbindungen über die Linien Sk2 (Salzkotten-Verne-Enkhausen-Holsen-Verlar-Mantinghausen), 492 (Salzkotten-Verne-Enkhausen-Holsen-Winkhausen-Verlar-Mantinghausen) und 540 (Geseke-Verlar-Verne-Thüle-Mantinghausen-Boke-Holsen).
Straßenverbindungen führen von Mantinghausen über die Landstraße 815 in den Nachbarort Boke und weiter nach Delbrück sowie zur B64 (Münster–Paderborn–Höxter). Die Kreisstraße 61 verbindet den Ort mit Verlar und über die L676 mit der B1 (Dortmund–Paderborn–Hameln), Lippstadt und Salzkotten, sowie dem Flughafen Paderborn-Lippstadt.
Die nächsten Autobahnanschlüsse befinden sich an der A33 bei Paderborn-Elsen und an der A44 bei Büren. Die A33 verbindet Osnabrück über Bielefeld mit Brilon, während die A44 eine wichtige Verbindung von Aachen über Dortmund und Kassel bis nach Herleshausen bietet.

## Sehenswürdigkeiten

### Baudenkmäler
- Liste der Baudenkmäler in Salzkotten – Mantinghausen